# Stanton (North Dakota)
Stanton is een plaats (city) in de Amerikaanse staat North Dakota, en valt bestuurlijk gezien onder Mercer County.

## Demografie
Bij de volkstelling in 2000 werd het aantal inwoners vastgesteld op 345.
In 2006 is het aantal inwoners door het United States Census Bureau geschat op 320, een daling van 25 (-7,2%).

## Geografie
Volgens het United States Census Bureau beslaat de plaats een oppervlakte van
1,2 km², geheel bestaande uit land. Stanton ligt op ongeveer 519 m boven zeeniveau.

## Plaatsen in de nabije omgeving
De onderstaande figuur toont nabijgelegen plaatsen in een straal van 24 km rond Stanton.